# 阿勒曼尼语
阿勒曼尼语包括一系列方言，与奥地利-巴伐利亚语（Bairisch-Österreichisch）同属上德意志语（Oberdeutsch）。「阿勒曼尼語」原指阿勒曼尼人說的語言，阿勒曼尼人是日耳曼人的一支，列支敦士登人、德語系瑞士人（German Swiss），以及德國西南部巴登-符騰堡人（Baden-Württemberg people）即其後裔。
阿勒曼尼语分为四个方言组，其中又包含了很多方言和次方言(Subdialekt)。现在全球約有1000万人在六个不同的国家和地区使用这种语言，計有瑞士、德国、奥地利、列支敦士登、法国的阿尔萨斯(Elsass)、委内瑞拉科洛尼亞托瓦爾的德国村。

## 地位
阿勒曼尼语虽多被視為方言，但以標準德语为母语的人要理解阿勒曼尼語可能會有困難，尤其是南部方言。因此一些语言学者根據兩者之間的相互理解性，把阿勒曼尼语单独看作一种语言。比如美国国际语言暑期学院（SIL International）和联合国教科文组织（UNESCO）就把阿勒曼尼语當作一种独立的语言來看待，並为其定义了国际标准规范（即ISO 639）的獨立編碼。
阿勒曼尼语本身也包括各種方言，其彼此地域差異會造成不同程度的相互理解性，因此之中有些方言會被視為獨立的語言，例如施瓦本语（德語：Schwäbisch）就从南阿勒曼尼语中脱离出来。
就德语语域的语言学角度而言，在众多的德语方言中，只有当一种方言成为了某个区域的标准语言后，才可以被视为独立语言。而在德國阿勒曼尼语区，标准德语才是普遍被使用的标准语言，只有在少数地区（如瑞士部分地区）阿勒曼尼语才有成为标准语言的倾向。

## 语言特点
1. 指小词缀(Diminutiv - Verkleinerungsform)使用非常頻繁。标准德语里常用的是-chen, -lein后缀，如Brötchen, Problemchen, Fräulein，在阿语的北部和东部语区，通常使用后缀-le；而在南部，-li使用的比较多：Häusle - Hüüsle - Hüüsli - Hiisli für Häuschen, Kendle - Chindli für Kindlein
2. sein 动词变位的不同。低地施瓦本语(Niederschwäbisch): I ben(ich bin) - Du bisch(du bist) - Er isch(er ist) - Mir send(wir sind) - Ihr send(ihr seid) - Dui send(sie sind) -第二分词: I ben gwä；西瑞士德语(Westliches Schweizerdeutsch): Ig bi - Du bisch - Är isch - Mir sy - Dihr syt - Si sy - 第二分词: I(g) bi gsi/gsy - 命令式: Bis!
3. 敬语方面的区别。在老的巴塞尔德语(Baseldeutsch)中，第三人称通常使用敬语：Steigen Sie auch aus? - Stygt dr Herr au us? (Steigt der Herr auch aus?)；在高地和最高地阿勒曼尼語(Hoch- und Höchstalemannischen)中，尤其是在伯尔尼德语(Hoch- und Höchstalemannischen)中，第二人称复数使用非常频繁：Möchten Sie noch ein Stück? - Weit'er no nes Stuck?这种敬语区别在书面上使用的越来越少，因为在今天看来，这些句子听起来比较突兀和鲁莽。
4. 低地阿语和高地阿语一个很显著的特点就是对于在元音-e-, -i-, -ä-, -ö-, -ü-后的ch的发音，前者发音如Becher的"ch"；后者则发成Bach的"ch"。

### 例句
高地德语/标准德语(Hochdeutsch)

Mutter: Warst du auf dem Markt einkaufen?

Fritzchen: Ja, ich habe drei Kilogramm Kartoffeln, 250g Butter, ein Glas Johannisbeer-Marmelade und eine Packung Spaghetti gekauft.

南巴登语(Südbadisch)

D`Müder: Bisch uff'm Märt go iigchaufe gsi?

S`Fritzle: Joo, ich ha drei Kilo Grumbiire, ä halbs Pfund Angge, ä Glaas Zanderle-Guezäle un ä Päckli Schbageddi gchauft.

中譯

老娘：你到市場買了東西嗎？

小滑頭：對，我買了三公斤馬鈴薯、250克牛油、一瓶藍莓醬、一包意大利粉。

## 文學

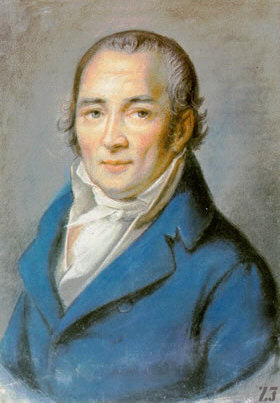
黑貝爾肖像

用阿勒曼尼語寫作的作家中，較有名的有黑貝爾(Johann Peter Hebel, 1760-1826)，雖然他的名著《萊茵家庭之友的小寶盒》(Schatzkästlein des rheinischen Hausfreundes)用標準德語寫成，但他的詩集《阿勒曼尼詩稿》(Allemannische Gedichte)是阿勒曼尼語文學的代表作，在瑞士等地家喻戶曉。